# Страната Дун
Страната Дун е област от Средната земя на Толкин намираща се в източните части на Енедваит, под южните склонове на Мъгливите планини. Хората живеещи там били зли и били кръвни врагове на рохиримите.

## Създаване на страната
Страната Дун е основана от хора, пътуващи на север от Белите планини по време на Мрачните години в Средната земя настанали през Втората епоха. Известно е и че не е съществувала по времето, когато нуменорците пътували до Средната земя през 1800 година от Втората епоха, и може да се счита, че Дун се е появила няколко века след това.

## Население
На няколко последователни етапа от историята на Средната земя в страната Дун се заселвали групи емигранти от другите раси (хобити от рода на запасливците, както и дългобради джуджета), но земите били заселени предимно с хора.